# Чернай Олександр Вікентійович

Олександр Вікентійович Чернай (* 7 (19) квітня 1821, Петербург — † 18 лютого 1898), зоолог родом з Петербурґу; протягом 1848—1873 років — професор Харківського університету.

## Праці
Праці про фауну Харківської губернії та суміжних районів, в яких вперше дано аналіз фауни ссавців і птахів усієї України; Чернай вивчав комах-шкідників, очолював Товариство дослідників природи при Харківському Університеті.

## Найголовніші праці О. Черная
- Чернай А. О фауне Харьковской губерніи и прилежащих к ней мест: Акт в Императорском Харьков-ском университете 30 августа 1850 г. — Харьков: Типографія университета, 1850. — 40 с.
- Чернай А. Фауна Харьковской губерніи и прилежащих к ней мест составленная, преимущественно по наблюденіям сделанным во время ученой экспедиціи, совершенной в 1848 и 1849 годах. — Харь-ков: Университетская типографія, 1852. — Вып. I. Фауна земноводных животных и рыб. — 44 с.
- Чернай А. Фауна Харьковской губерніи и прилежащих к ней мест составленная, преимущественно по наблюдениям сделанным во время ученой экспедиціи, совершенной в 1848 и 1849 годах. — Харь-ков: Университетская типографія, 1853. — Вып. II. Фауна млекопитающих и птиц. — 51 с.
- Czernay А. Beitrage zur Fauna des Charkowschen und der anliegenden Gouvernements // Bulletin de la So-ciété Impériale des Naturalistes de Moscou. — 1850. — Tome 23. — P. 603—627.
- Czernay А. Nachtrag zur meinen Beobachtungen bezug auf die Fauna des Charkowschen und anliegenden der Stadt // Bulletin de la Société Impériale des Naturalistes de Moscou. — 1851. — Tome 24, № 1. — P. 269—282.
- Czernay А. Nachtrag zur Fauna der Charkowschen Gouvernements // Bulletin de la Société Impériale des Naturalistes de Moscou. — 1865. — Tome 38, N 3. — P. 60-64.